# Galadriel Stineman
Galadriel Stineman, née Margaret Elizabeth Galadriel Stineman le 20 octobre 1990 à Cincinnati, est une actrice et mannequin américaine.

## Biographie
Galadriel Stineman obtient son diplôme d'études secondaires en 2002 à la Newport Central Catholic High School, à Newport. Elle est pom-pom girl, danseuse et cavalière à l'école. Même si elle participe au club d'art dramatique, elle n'a jamais obtenu de rôle principal dans une pièce de théâtre montée par l'école.
Elle grandit dans le nord du Kentucky, où son père est joueur de tennis ainsi qu'enseignant, et sa mère infirmière. Elle fréquente ensuite l'Université Northern Kentucky, où elle obtient un magna cum laude en 2007 au Collège de l'informatique. Galadriel Stineman déménage à Los Angeles après l'obtention du diplôme de l'Université Northern Kentucky en 2007, et fait ses débuts dans Fame (2009) en tant que danseuse.
Elle perce dans le métier de comédienne en interprétant Gwen Tennyson dans Ben 10: Alien Swarm (2009), un film d'action de Science-fiction d'Alex Winter basé sur la série animée de Cartoon Network Ben 10: Alien Force. Elle était la deuxième actrice choisie pour ce rôle.
Elle joue Audra dans Junkyard Dog (2010) et Cassidy dans The Middle (2012-14). Elle prête ensuite son apparence et sa voix au personnage d'Ashley dans Until Dawn (2015), un jeu vidéo développé par Supermassive Games et édité par Sony Computer Entertainment pour la PlayStation 4.

## Filmographie

### Cinéma

#### Longs-métrages
- 2009 : Fame de Kevin Tancharoen : une danseuse
- 2010 : Junkyard Dog de Kim Bass : Audra
- 2012 : Le Lycée de la honte (Walking the Halls) de Doug Campbell : Emma
- 2015 : The Party is Over de Vahe Gabuchian : Sarah
- 2015 : Man Up de Justin Chon : Madison
- 2019 : Blowing Up Right Now de Tom Morris : Beth
- 2022 : Hot Take : The Depp / Heard Trial de Sara Lohman : Tess
- 2022 : Murder, Anyone ? de James Cullen Bressack : Bridgette
- 2022 : The Christmas Challenge de Hunter West : Michale
- 2023 : LaRoy de Shane Atkinson : Angie
- 2023 : Night Train de Shane Stanley : l'actrice de publicité
- 2024 : Hatch : Protection rapprochée (Darkness of Man) de James Cullen Bressack : Dana
- 2024 : If that Mockingbird Don't Sing de Sadie Bones : Nevon
- 2024 : The Workout de James Cullen Bressack : Becca

#### Courts-métrages
- 2013 : Plan C de Joey Boukadakis : Fille
- 2014 : Knock Knock de Jeff Betancourt : Hanna
- 2019 : The Teleios Act d'Evan Matthews : Sarah / Mrs Teleios

### Télévision

#### Téléfilms
- 2009 : Ben 10: Alien Swarm d'Alex Winter : Gwen Tennyson
- 2011 : La Vidéo de la honte (Betrayed at 17) de Doug Campbell : Brooke Brandeis
- 2012 : The 4 to 9ers de James Widdoes : Beth
- 2012 : Opération cupcake (Opération Cupcake) de Bradford May : Kim Carson
- 2016 : A Moving Romance de W.D Hogan : Lily
- 2017 : La Reine de la déco (A Moving Romance) de W.D. Hogan : Lily
- 2018 : Fugue sentimentale (Runaway Romance) de Brian Herzlinger : Sarah Miller
- 2020 : Un amour si lointain (From The Heart) de Sandra L. Martin : Kathy Yoder
- 2022 : Plus One at an Amish Wedding de Richard L. Ramsey : Dr April Monroe
- 2023 : Hometown Remedy de Brittany Goodwin : Dr. Adele Clark

#### Séries télévisées
- 2011 : True Blood : Joyce Watney (2 épisodes)
- 2011-2017 : The Middle : Cassidy Finch/Lucy Howard (12 épisodes)
- 2012 : Community : Femme avec un bébé (1 épisode)
- 2012 : Bonne chance Charlie (Good Luck Charlie) : Molly (1 épisode)
- 2012 : Bones : Brooke Guminski (1 épisode)
- 2013 : Shameless : Wendy (1 épisode)
- 2013 : CollegeHumor Originals : Ariel (1 épisode)
- 2013 : Austin & Ally : Didi (1 épisode)
- 2013-2014 : TMI Hollywood : rôles divers (2 épisodes)
- 2014 : Glee : Vanessa (1 épisode)
- 2015 : Rizzoli et Isles : autopsie d'un meurtre : Krista (1 épisode)
- 2015 : Major Crimes : Lisa Sloan (1 épisode)
- 2016 : NCIS : Los Angeles : Jessica Moore (1 épisode)
- 2017 : Law & Order True Crime (mini-série) : Annie
- 2019 : 9-1-1 : Nina Sutton, une technicienne du FBI (épisode 2.14)
- 2019 : The Kids Are Alright : Fiona (2 épisodes)
- 2019 : This Is Us : Donna (1 épisode)
- 2020 : yA : Isabella Sanders
- 2022 : NCIS : Enquêtes spéciales (NCIS : Naval Criminal Investigative Service) : résidente Sierra Krueger (1 épisode)

### Jeux vidéo
- 2015 : Until Dawn : Ashley